# Martin Medek
Martin Medek z Mohelnicy (ur. 1538 r. w Mohelnicy; zm. 2 lutego 1590 r. w Pradze) – czeski duchowny Kościoła katolickiego, arcybiskup metropolita praski od 1581 r.

## Życiorys

### Początki kariery
Pochodził z czeskiej szlachty. Urodził się w 1538 r. w Mohelnicy. Po odbyciu studiów teologicznych w Kolegium Jezuickim w Ołomuńcu otrzymał święcenia kapłańskie. Przez krótki czas pełnił funkcję sekretarza arcybiskupa Antonína Brusa z Mohelnicy, a następnie został dziekanem kapituły kolegiackiej św. Piotra w Brnie. Wstąpił do zakonu Krzyżowców z Czerwoną Gwiazdą, pełniąc posługę duszpasterską w parafiach należących do tego zgromadzenia w: Hodonicach, Příbor i Mohelnicy. W 1577 r. został proboszczem parafii Pöltenberg koło Znojma, dostając się do władz zakonu.

### Arcybiskup praski
Po śmierci abpa Antonina Brusa został mianowany przez cesarza Rudolfa II Habsburga na jego następcę 15 stycznia 1581 r. Prowizję papieską otrzymał 17 kwietnia, a święcenia biskupie przyjął 8 października tego samego roku z rąk abpa Juraja Draškovića von Trakošćan, metropolity Kolocsy. Jednocześnie został wybrany na wielkiego mistrza krzyżowców z czerwoną gwiazdą.
Podczas swojego pontyfikatu wiele miejsca poświęcił dyscyplinie wśród duchowieństwa oraz jego wykształceniu. Z powodu niewystarczającej liczby księży w archidiecezji założył kolegia jezuickie w: Czeskim Krumlovie, Trebonie i Chomomutovie oraz klasztor karmelitów w Tachovie, sprowadzając zakonników z Bawarii.
Zamierzał utworzyć seminarium duchowne, jednak nie udało mu się to wobec braku wsparcia finansowego ze strony cesarza. Chcąc zahamować rozszerzanie się wpływów braci czeskich i luteran zakazał ich wyświęcania na duchownych katolickich, jednocześnie tolerując przyjmowanie przez wiernych tych wyznań komunii świętej pod dwiema postaciami, za co został w 1586 r. upomniany przez monarchę i papieża Sykstusa V, który wydał specjalną bullę potępiającą heretyków.
Martin Medek był osobą świetnie wykształconą. Posługiwał się pięcioma językami i utrzymywał dobre kontakty z nuncjuszem w Czechach, przyczyniając się do rekatolicyzacji Czech. W 1588 r. z jego inicjatywy na ołtarze wyniesiono św. Prokopa, który został oficjalnym patronem państwa czeskiego. Na krótko przed swoją śmiercią założył szpital dla ubogich w Mohelnicy. Zmarł w 1590 r. i został pochowany w katedrze św. Wita w Pradze.